# Anne-Pierre de Montesquiou-Fézensac
Pour les articles homonymes, voir Pierre de Montesquiou.
Pour les autres membres de la famille, voir Maison de Montesquiou.
Anne-Pierre de Montesquiou puis de Montesquiou-Fézensac, dit le « marquis de Montesquiou »,,,, né le 17 octobre 1739 à Paris et mort le 30 décembre 1798 à Paris, est un homme politique français qui fut lieutenant général des armées du roi, agronome, membre de l'Académie française (1784), puis député aux États généraux, général dans les armées de la Révolution et député à la Convention qu'il présida avant de régner sur la Commission des finances.

## Biographie
Anne-Pierre de Montesquiou est le fils de Pierre de Montesquiou, seigneur de Mauperthuis, lieutenant-général des Armées du Roi (1687-1754), et de Marie-Louise Bombarde de Beaulieu, fille de Paul-Pierre Bombarde de Beaulieu, conseiller au Grand Conseil et de Marguerite Doublet de Persan (fille de la célèbre Madame Doublet des Nouvelles à la main). 
Issu d'un rameau cadet de la branche des seigneurs d'Artagnan de la famille de Montesquiou, très ancienne famille noble de Gascogne, il est élevé à la cour et devient menin des enfants de France.
En 1754, son beau-père Pierre Bombarde de Beaulieu rachète à la famille de Rohan la seigneurie de Montesquiou dont il dote sa fille, faisant ainsi revenir cette terre dans la famille.

### Un officier
Destiné à l'état militaire, il entre d'abord comme chevau-léger de la garde du roi en 1754, puis devient successivement lieutenant au régiment Royal-Pologne en 1756, capitaine au régiment du Roi en 1757, colonel aux Grenadiers de France en 1758, aide-maréchal des logis et colonel du régiment Royal-Vaisseaux le 30 novembre 1761, chevalier de l'ordre de Saint-Louis en 1763 et brigadier des armées du roi en 1768.
Il devient premier écuyer du comte de Provence, futur Louis XVIII, en 1771. Il est promu maréchal de camp le 1er mars 1780 et reçoit le collier de l'ordre du Saint-Esprit en 1784.

### Un bâtisseur
Proche des physiocrates, il hérite de son oncle et de son père un domaine à Mauperthuis dans la Brie qu'il développe considérablement, en créant notamment un élevage de moutons mérinos. Il y fait construire vers 1764-1766 un château et un jardin régulier par Claude Nicolas Ledoux, puis fait appel à Hubert Robert et Alexandre-Théodore Brongniart pour l'aménagement d'un parc à l'anglaise avec de nombreuses fabriques d'inspiration maçonnique. 
Toujours à la demande de Montesquiou, Brongniart remodèle totalement le village de Mauperthuis, en fait reconstruire l'église et lui construit un hôtel particulier à Paris, rue Monsieur, l'hôtel de Montesquiou.

### Election à l'Académie française
Il avait pris le goût des lettres dans la compagnie de Monsieur, et, à la mort de l'ancien évêque de Limoges, Jean-Gilles du Coëtlosquet, il brigua sa succession à l'Académie française. 
Il y fut élu le 29 avril 1784, et fut reçu par Jean Baptiste Antoine Suard le 15 juin 1784. Le Roi de Suède, Gustave III de Suède, voyageant sous le nom de comte de Haga, assista à sa séance de réception. Il a laissé des poésies et des comédies de salon.

### La Révolution
Élu député de la noblesse aux États généraux par la ville de Paris le 16 mai 1789, il fait partie de la quarantaine de députés de la noblesse qui se rallient au Tiers état le 25 juin 1789. 
Il devient rapporteur du comité des finances à l'Assemblée constituante, dont il est président en mars 1791. Le 20 mai de la même année, il est promu lieutenant-général et élu, le 29 octobre suivant, après la dissolution de l'Assemblée, administrateur du département de Paris.
Proche de Philippe, duc d'Orléans (le futur Philippe Égalité), et donc partisan d'une monarchie constitutionnelle, il fait, après le 10 août les plus grands efforts pour rallier à ses idées le parti des Girondins ; à cette occasion, il a des entrevues avec Vergniaud, Pétion, Gensonné et Isnard, on le savait à la Convention.
Général commandant de l'armée du Midi, il occupe la Savoie en septembre 1792 à la tête d'une armée de 15 000 hommes qui pénètrent dans le duché la fleur au fusil, sous les acclamations du peuple savoyard, cependant que les troupes sardes se replient sur le Piémont sans combattre. Il écrit : « La marche de mon armée est un triomphe. Le peuple des campagnes, celui des villes, accourt devant nous, la cocarde tricolore est arborée partout. Les applaudissements, les cris de joie accompagnent tous nos pas. Devant la municipalité de Chambéry, j'ai promis protection, paix et liberté au peuple de Savoie ». Sa correspondance avec le ministère de la Guerre confirme sa volonté de ménager les populations et les prisonniers de guerre. Il incite les habitants à demander leur annexion à la France et par voie de votes la majorité des communes savoyardes sollicitent leur rattachement, sous réserve de respecter les libertés religieuses. Ses successeurs révolutionnaires n'en tiennent pas compte et appliquent la Constitution civile du clergé.
Général en chef de l'armée des Alpes, il reçoit l'ordre de la Convention nationale d'entrer dans Genève, mais les Genevois ont appelé à l'aide les cantons de Berne et de Zurich, et le marquis de Montesquiou-Fézensac préfère négocier, ce qui lui vaut son rappel par la Convention. Dubois-Crancé appuie le 9 novembre 1792 un décret d'accusation contre lui, pour avoir compromis la dignité de la République en traitant, sans mandat, avec les magistrats de Genève, l'éloignement des troupes suisses. Prévenu à temps, Montesquiou se réfugie en Suisse, à Bremgarten, dans le canton de Zurich, où il reste jusqu'à la chute de Robespierre, soutenant nombre d'émigrés dont François de Pange.[réf. nécessaire]
Le 22 juillet 1795, il adresse à Louvet une lettre dans laquelle il dit : « J'ai mérité plus que personne le titre de “constitutionnel”, non que j'eusse une passion aveugle pour la Constitution de 1791, mais parce qu'elle était la première digue contre l'abus du pouvoir arbitraire. J'ai haï de tout mon cœur la république de Robespierre, j'eusse préféré de vivre à Constantinople et au Maroc, au malheur d'habiter un pays où l'anarchie avait un code, des principes absolus et autant de bourreaux que de juges. » Il demande aussi à rentrer. Prévenant la réponse, il rentre fin juillet ; mais sa demande n'est officiellement accueillie que par un décret du 3 septembre 1795.
En 1797, il fait partie du « cercle constitutionnel » que le Directoire essaie d'opposer au club de Clichy. Il est aussi question de lui pour le ministère de la Guerre, mais il meurt l'année suivante.

### Hommage
Son nom apparaît sous l'Arc de triomphe de l'Étoile, dans la 23e colonne.

### Mariages et descendance
Anne-Pierre de Montesquiou-Fézensac est l'ancêtre de tous les Montesquiou-Fézensac et des Montesquiou-d'Artagnan actuels.
Il épouse en premières noces à Paris en 1760 Jeanne Marie Hocquart de Montfermeil (24 juin 1743 - château de Mauperthuis, 19 octobre 1792), fille de  Jean Hyacinthe Hocquart de Montfermeil, marquis de Montfermeil, fermier-général, et de Marie Anne Gaillard de la Bouëxière de Gagny. Elle était la nièce de Gilles Hocquart et de Toussaint Hocquart. D'où :
- Anne-Louise de Montesquiou Fezensac (Paris, 28 août 1761 - château de Parentignat, 18 août 1823), dame d'honneur de Madame Élisabeth, mariée à Paris en 1779 avec Annet-François de Lastic, marquis de Lastic, colonel (1759-1785), fils de François de Lastic, dont postérité ;
- Anne Elisabeth Pierre de Montesquiou Fezensac, grand chambellan de l'Empire, président du Corps législatif, membre du Sénat conservateur puis pair de France  (Paris, 30 septembre 1764 - château de Courtanvaux, 4 août 1834), marié à Paris en 1780 avec Louise Charlotte Françoise Le Tellier de Courtanvaux "Maman Quiou" (1765-1835), dont postérité ;
- Henri de Montesquiou Fezensac, comte de l'Empire, chambellan de Napoléon, capitaine-colonel de la Compagnie des Suisses de Monsieur le comte d’Artois, député au Corps législatif (Paris, 3 janvier 1768 - Tours, 27 juin 1844), marié en 1790 avec Augustine Dupleix de Bacquencourt (1772-1797), dont postérité (Montesquiou d’Artagnan)

Le 3 septembre 1798, il épouse en secondes noces Anne-Louise Thomas de Domangeville (1762-1799).
Le premier mari de la "Pauvre grande" - comme la surnommait sa cousine Pauline de Beaumont -, Antoine de Sérilly, est monté à l'échafaud avec Madame Élisabeth en 1794. Le second, François de Pange est mort de tuberculose en 1796 après une émigration et un exil douloureux. À chaque fois Anne-Louise est le soutien indispensable de ses proches. C'est elle qui veillera Anne-Pierre de Montesquiou, son troisième mari jusqu'à sa fin. Elle contractera sa maladie (la petite vérole) et s'éteindra le 17 avril 1799 à l'âge de 36 ans dans les bras de sa cousine Pauline de Beaumont.

## Publications
- Émilie ou les joueurs, comédie en cinq actes, en vers (1787)
- Aux trois ordres de la nation (Paris, 1789)
- Esquisses de l'histoire, de la religion, des sciences et des mœurs des Indiens, traduit de l'ouvrage de Quentin Craufurd (Paris, 1791)
- Mémoire sur les finances du royaume (Paris, 1791)
- Mémoire sur les assignats (Paris, 1791)
- Mémoire justificatif (1792)
- Coup d'œil sur la Révolution française par un ami de l'ordre et des lois (Hambourg, 1794)
- Correspondance avec les ministres et les généraux de la République pendant la campagne de Savoie et les négociations avec Genève en 1792 (Paris, 1796)
- Du gouvernement des finances de la France

### Sources
- « Anne-Pierre de Montesquiou-Fézensac », dans Adolphe Robert et Gaston Cougny, Dictionnaire des parlementaires français, Edgar Bourloton, 1889-1891 [détail de l’édition]
- Georges Six, Dictionnaire biographique des généraux & amiraux français de la Révolution et de l'Empire (1792-1814), vol. 2, Paris, G. Saffroy, 1989 (1re éd. 1934) (ISBN 978-2-901541-06-6, OCLC 179973693, BNF 34214075)
- Édith de Pange, Le chevalier de Pange, ou, La tragédie des frères, Metz, Serpenoise, 2011, 357 p. (ISBN 978-2-87692-875-6, OCLC 726819873), p. 346-347